# Lodwar (flygplats)
Lodwar är en flygplats i Kenya. Den ligger utanför staden Lodwar i den nordvästra delen av landet, 500 km norr om huvudstaden Nairobi. Lodwar ligger 522 meter över havet.
Terrängen runt Lodwar är platt. Runt Lodwar är det ganska glesbefolkat, med 31 invånare per kvadratkilometer. Trakten runt Lodwar är ofruktbar med lite eller ingen växtlighet.